# Reliance Communications
La Reliance Communications Limited è una azienda di telefonia fissa e mobile indiana, una delle maggiori del paese, di proprietà del gruppo Anil Dhirubhai Ambani Group, la figura chiave dell'azienda è Anil Ambani che la dirige e ne possiede circa il 66%.